# 実存的危機

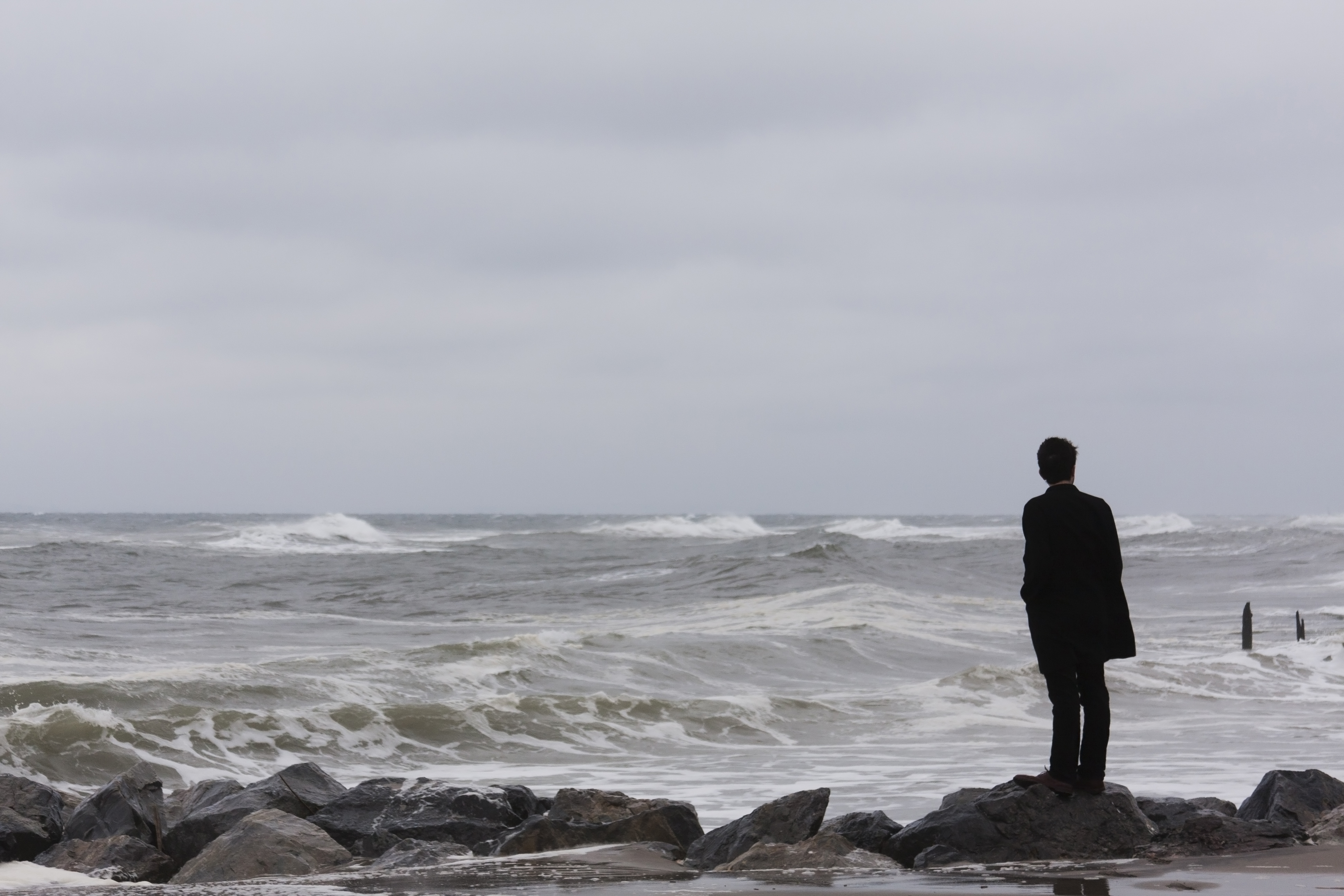
自然を前にしたときの孤独感や無力感は、実存的危機においてよく見られるものである。

実存的危機（じつぞんてききき、Existential crisis）とは、心理学や心理療法において、人生に意味がないのではないか、あるいは自分自身のアイデンティティに混乱が覚える内的葛藤のこと。
不安やストレスを伴いしばしば日常生活の正常な機能を妨げうつ状態を引き起こすこともあるが、この状態に感じる生きることや意味に対する否定的な態度は、その名にある通り、実存主義の立場と結びつけられる。
同義語や関連語としては、実存的恐怖、実存的空白、実存的神経症、疎外などがある。

## 解説
実存的危機に関連するさまざまな側面は、感情的要素、認知的要素、行動的要素に分けられることがあり、感情的要素は、感情的苦痛、絶望、無力感、罪悪感、不安、孤独感など、危機が引き起こす感情を指す。また、認知的要素には、無意味の問題、個人的価値観の喪失、自分の死についての考察が含まれる。
外見的には、実存的危機はしばしば依存症、反社会的行動、強迫的行動で表現される。具体的な症状はケースによって大きく異なり、さまざまな種類の実存的危機を区別することによって、この問題を解決しようと試みられている。
分類は通常、個人の人生や個人的発達の段階によって異なるという考えに基づいており、学術文献によく見られるタイプとしては、ティーンエイジャーの生き方にまつわる悩み、四半期ごとの人生に対する悩み、中年期、晩年期の悩みなどがある。これらに共通するのは、自分の人生の意味や目的についての葛藤である。 初期の段階での危機は、前向きなものになる傾向があり、自分がどのような人生を歩むべきか、特に教育やキャリア、社会関係における自分のアイデンティティや自立について迷う傾向にある。 人生後半の危機は、より後ろ向きで、人生のピークを過ぎたという印象が引き金となり、罪悪感、後悔、死への恐怖を特徴とすることが多い。

## 定義
心理学や心理療法において、「実存的危機」とは内的葛藤の一形態を指す。その特徴は、人生に意味がないと思うことであり、ストレス、不安、絶望、抑うつなどのさまざまな自己否定的体験を伴うとされる。時にこれは、日常生活における正常な機能を妨げる場合もあり、この葛藤の内的な性質が、実存的危機を、社会的危機や経済的危機のような、主に外的な状況に起因する他のタイプの危機とは異なるものにしている。外側の状況は、実存的危機を誘発したり悪化させたりする役割を果たす可能性があるものの、核となる葛藤は内面的なレベルで起こる。実存的危機を解決するための最も一般的なアプローチは、この内的葛藤に向き合い、人生における新たな意味を見つけることである。この葛藤の原因は、個人が意味のある人生を送りたいと願うことと、個人の人生に明らかな意味の欠如を感じることによる矛盾が原因となる。この意味において、実存的危機とは存在の意味の危機であり、これはしばしば、実存主義の立場を通して理解される。実存主義の重要な側面のひとつとして、個人は意味のある生き方を求め、無意味で無関心な世界で自分自身を発見しようとしているということが挙げられる。実存的危機という正確な用語は、伝統的な実存主義の文献にはほとんど登場しない。しかし、実存的恐怖、実存的真空、実存的絶望、実存的神経症、実存的病、不安、疎外など、密接に関連するさまざまな専門用語が論じられている。実存的危機の定義において、様々な著者が異なる側面に焦点を当てている。その中である者は、実存的危機の核心はアイデンティティの危機であると主張する。この考え方では、「私は誰なのか」という問いに対する混乱から生じるものであり、その目的は、自分自身と世界における自分の立場を何らかの形で明確にすることにある。アイデンティティの危機として、集中的な自己分析が必要となり、多くの場合、自分自身に対するさまざまな見方を探るという形になる。それらは、存在、死、自由、責任といった人間の条件のある重要な側面との個人的な対決を構成している。この意味において、その人は自分の人生の根幹に疑問を抱く。また、死や内外的要因を制御する能力の欠如といった人間の限界との葛藤を強調する者もいる。また社会的に成功した人間でも、それに見合った精神的な発達がなければ、実存的危機によって深刻な影響を受ける可能性があることを指摘し、実存的危機の精神的な性質を強調する意見もある。
実存的危機という言葉は、心理学や心理療法の文脈で最もよく使われるが、何かの存在が脅かされることを表す「存在の危機」として、文字通りの意味で使われる場合もある。この意味で、政治的緊張、高額の負債、社会的変化などの結果、対応する実体が存在しなくなる可能性がある場合、国、企業、社会組織は実存的危機に直面する。
感情的なレベルでは、実存的危機は恐怖、不安、パニック、絶望などのネガティブな経験と関連している。このような危機は、人々が信頼と希望を失う感情的苦痛の一形態として分類することができる。この苦痛はしばしば絶望や無力感という形で現れる。絶望は、人生に意味を見いだせないことによって引き起こされることがあり、これは意欲の欠如や内なる喜びの不在と関連している。無力感は、危機とそれに伴う絶望に対処する現実的な対応策を見つけられないことから生じる。 この無力感は、具体的には感情的な脆弱性の一形態に関係している。 個人はさまざまな否定的な感情にさらされるだけでなく、これらの感情はしばしば本人のコントロールの外にあるように思われる。この脆弱性とコントロールの欠如の感覚は、それ自体がさらなる否定的な印象を生み出し、パニックや深い喪の状態につながる可能性がある。
しかし一方では、苦境に陥ったのは自分にも何らかの責任があるという感情も生まれる。例えば、意味の喪失が過去の誤った選択と関連しており、それに対して罪悪感を感じている場合などがそうである。  しかし、実存的罪悪感として、より抽象的なタイプの良くない良心の形をとることもある。この場合、漠然とした後ろめたさを抱えている。特に人生の後半における実存的危機では、この罪悪感はしばしば死への恐怖を伴う。しかし、罪悪感の場合と同様に、この恐怖もまた、欠乏感や無意味感と結びついた具体的でない不安として、より抽象的な形をとることがある。
アイデンティティの危機として、実存的危機はしばしば個人の誠実さの感覚を乱すことにつながる。 これは、自分の人生が明らかに無意味であることと、一般的な意欲の欠如によって引き起こされることがある。個人の誠実さの感覚の中心は、自分自身、他者、世界との密接な関係である。意味の欠如は通常、こうした人間関係に悪影響を及ぼす。明確な目的の欠如は、個人の誠実さを脅かし、不安、疎外感、自己放棄につながる。他者との関係への悪影響は、しばしば孤独の一形態として経験される。
これらの感情的側面は、その人、その人が苦しんでいる危機によって、より顕著なものもあれば、それほど顕著でないものもある。これらはすべて不愉快な経験であるが、多くの場合、その中にさまざまな肯定的な可能性も秘めており、その人を肯定的な自己成長の方向へと押しやることができる。たとえば、孤独の経験を通して、人間関係の本質と重要性をよりよく理解できるようになることもある。

## 関連書籍
- J. Watson, Caring Science as Sacred Science 2005. Chapter 4: "Existential Crisis in Science and Human Sciences".
- T.M. Cousineau, A. Seibring, M.T. Barnard, P-673 Making meaning of infertility: Existential crisis or personal transformation? Fertility and Sterility, 2006.
- Sanders, Marc, Existential Depression. How to recognize and cure life-related sadness in gifted people, 2013.